# Hangende zegge
De hangende zegge (Carex pendula) is een vaste plant uit de cypergrassenfamilie (Cyperaceae). De soort staat op de Nederlandse Rode lijst van planten als een soort, die vrij zeldzaam en stabiel of toegenomen is. Het aantal chromosomen is 2n = 58, 60 of 62. De plant komt voor op natte grond langs bronnen en beekjes in loofbossen en groeit het beste in halfschaduw.

## Kenmerken
De plant wordt 50-150 cm hoog en heeft korte, ondergronds wortelstokken (rizomen). De driekantige stengel is in het midden 2-3 mm breed. De donkergroene, leerachtige, gekielde bladeren zijn 1-1,5 cm breed. Ze bloeit in de Lage Landen van mei tot juli met groen-bruine aren. De vrouwelijke aren zijn ongeveer 5 mm dik en hebben een ruwe steel. Het vruchtbeginsel heeft drie stempels. Het urntje is een soort schutblaadje dat geheel om de vrucht zit. De urntjes zijn 3-3,5 mm lang, hebben twee duidelijke nerven en een lange vruchtsnavel. Op het urntje zit een mierenbroodje. De plant heeft één mannelijke bloeiwijze. De vrucht is een nootje.

## Verspreiding
Hangende zegge komt voor in de gematigde streken van West- en Zuid-Europa, noordwaarts tot Schotland en Denemarken, en in aangrenzend Zuidwest-Azië en Noord-Afrika (Atlasgebergte). Zij groeit in bronbossen, in Nederland in het Bunderbos, in Vlaanderen in de Vlaamse Ardennen en in de bosgebieden ten zuiden en oosten van Brussel. In Wallonie komt zij verspreid voor, maar is zeldzaam in de Ardennen. De plant heeft zich in eerste decennia van de eenentwintigste eeuw verrassend snel weten uit te breiden. Ze wordt veel in tuincentra aangeboden. Verwildering vindt waarschijnlijk vooral plaats door zaadverspreiding.

## Plantengemeenschap
De hangende zegge is een kensoort voor het essenbronbos.

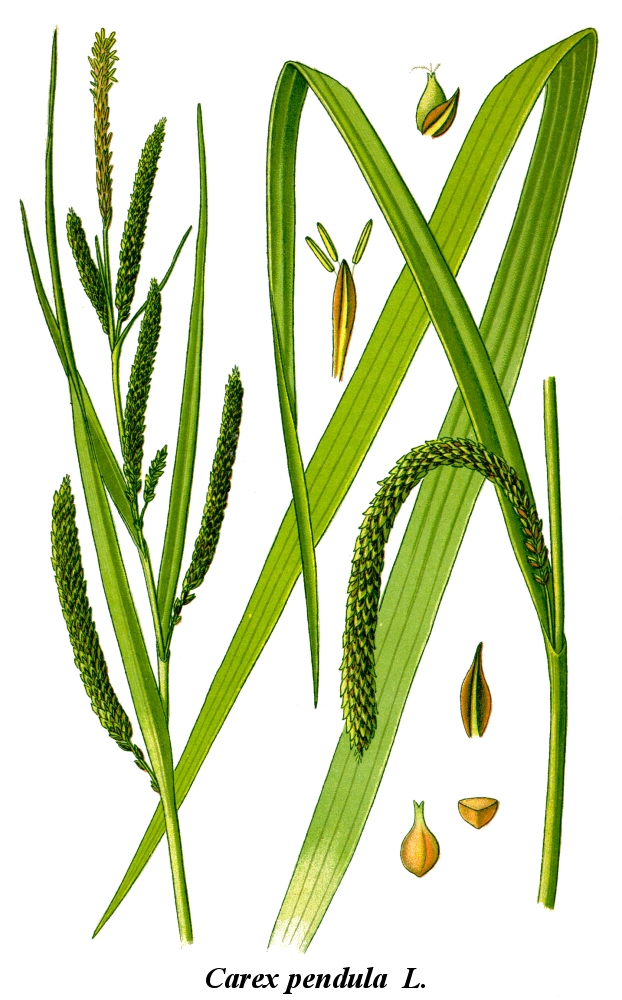
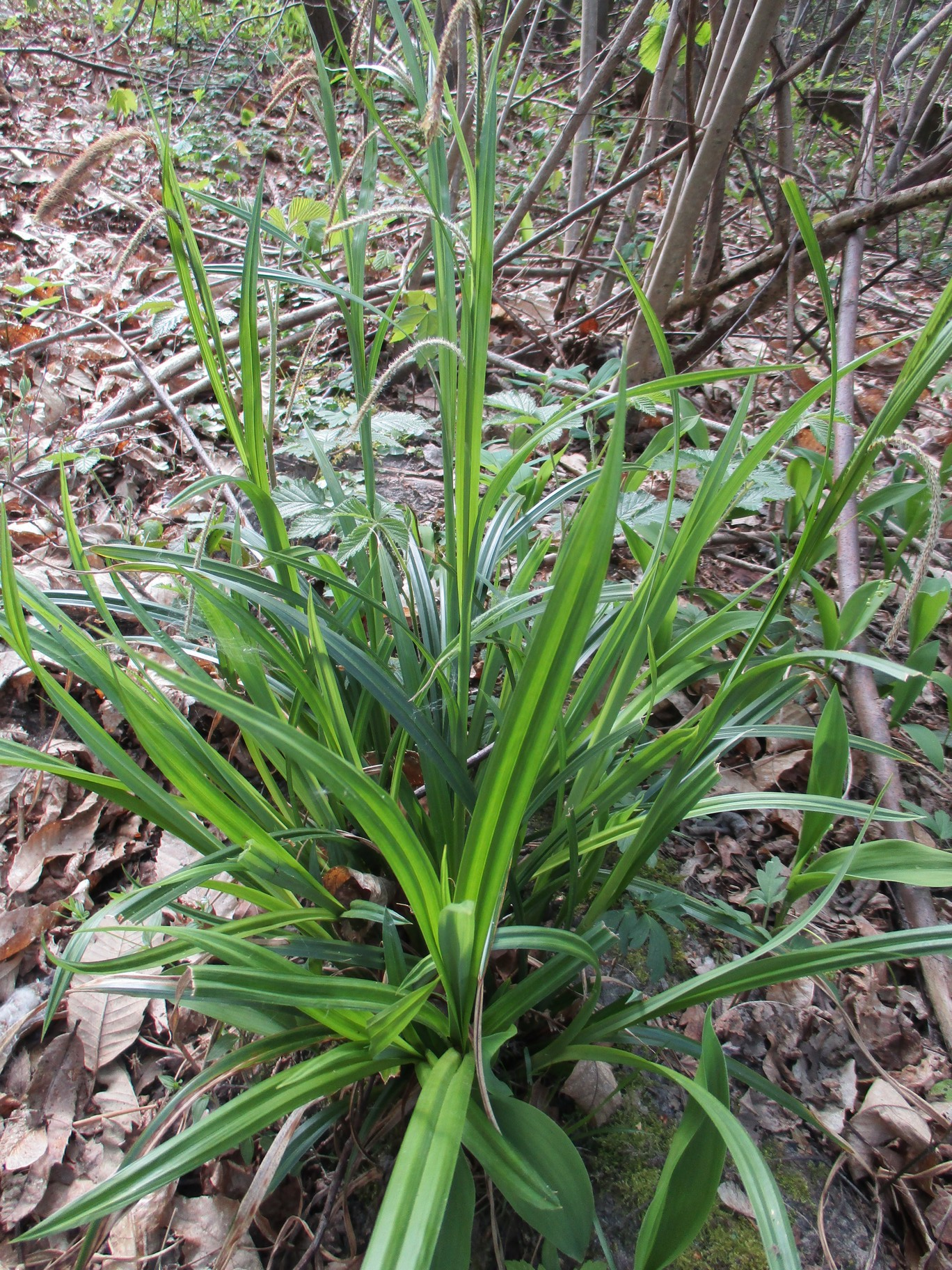
Plant
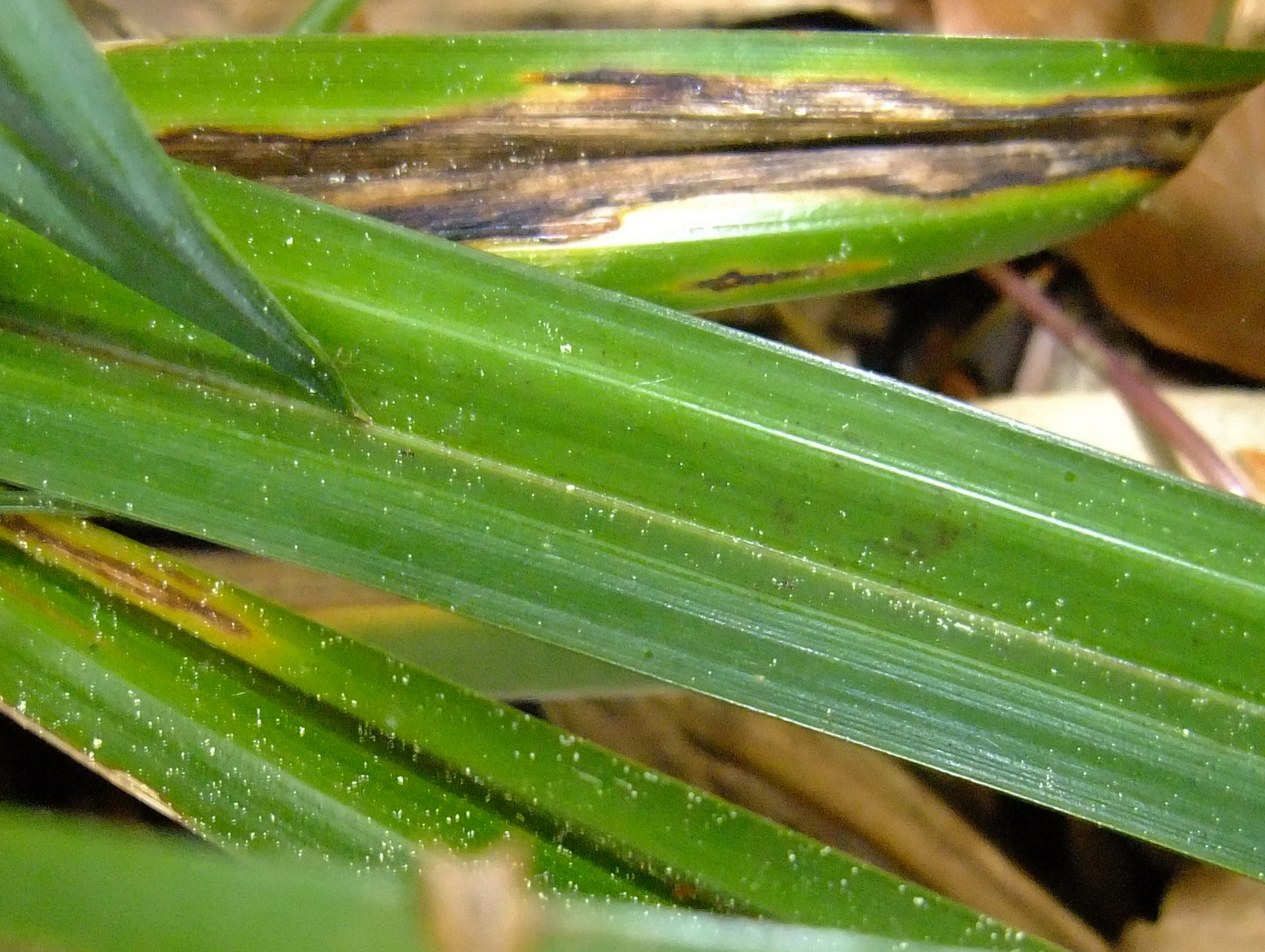
Bladeren
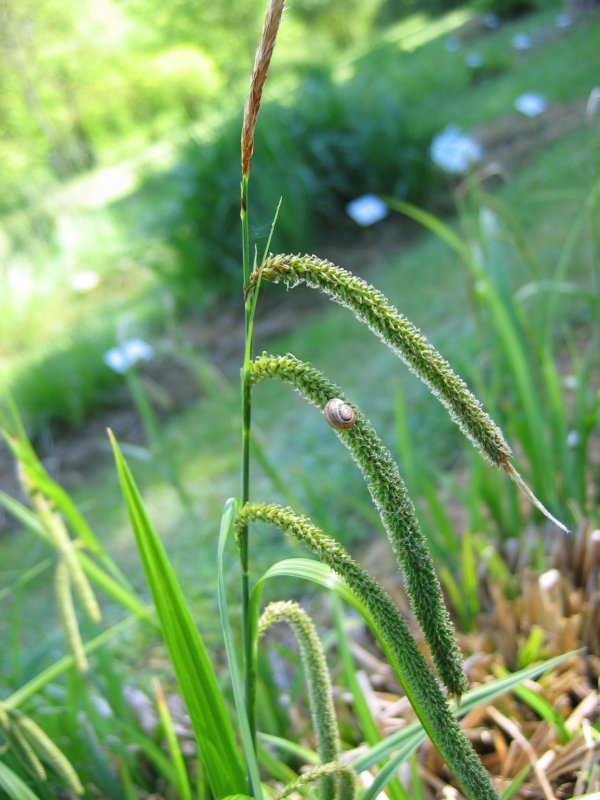
Bloeiwijze
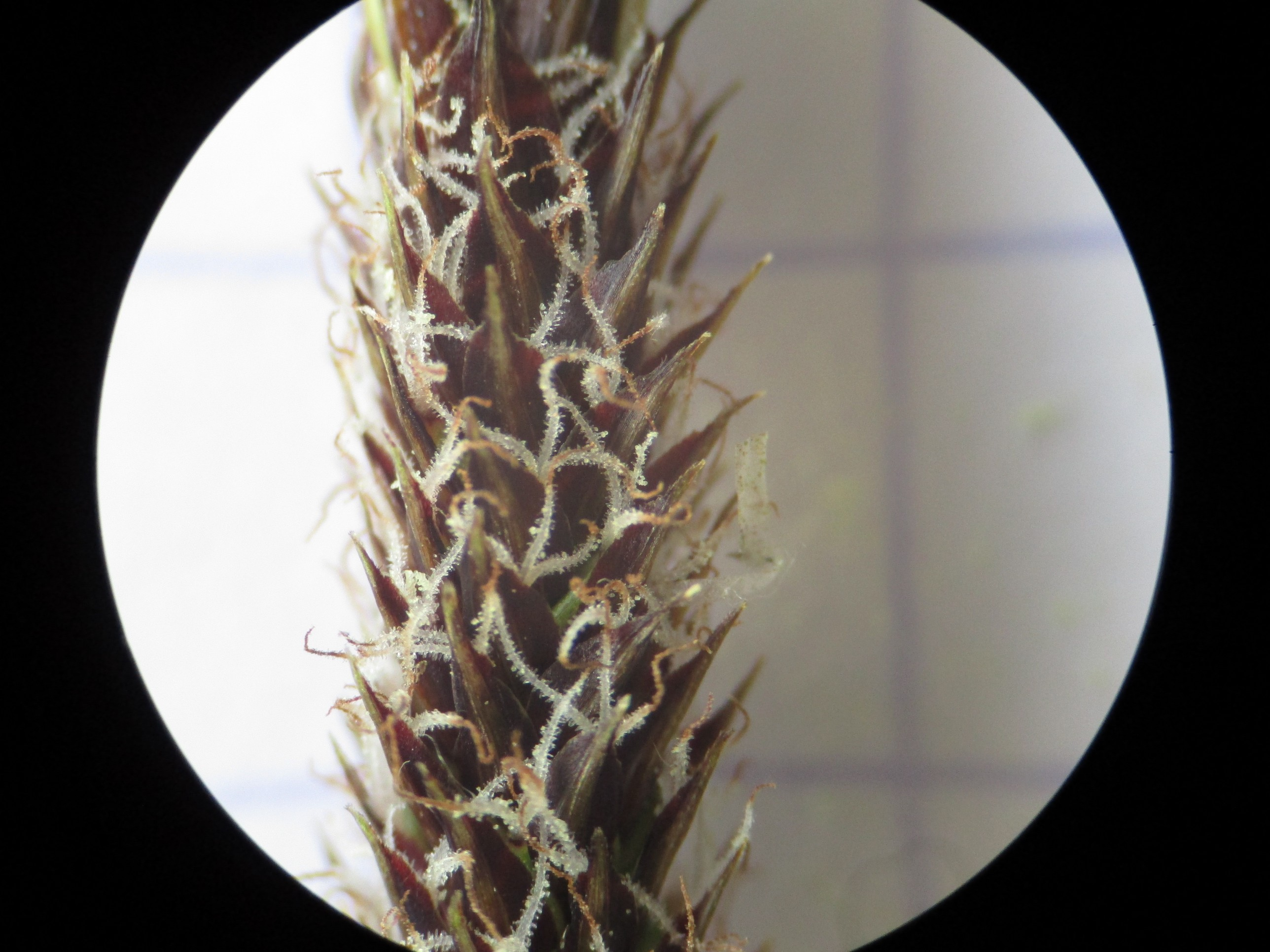
vrouwelijke bloemen
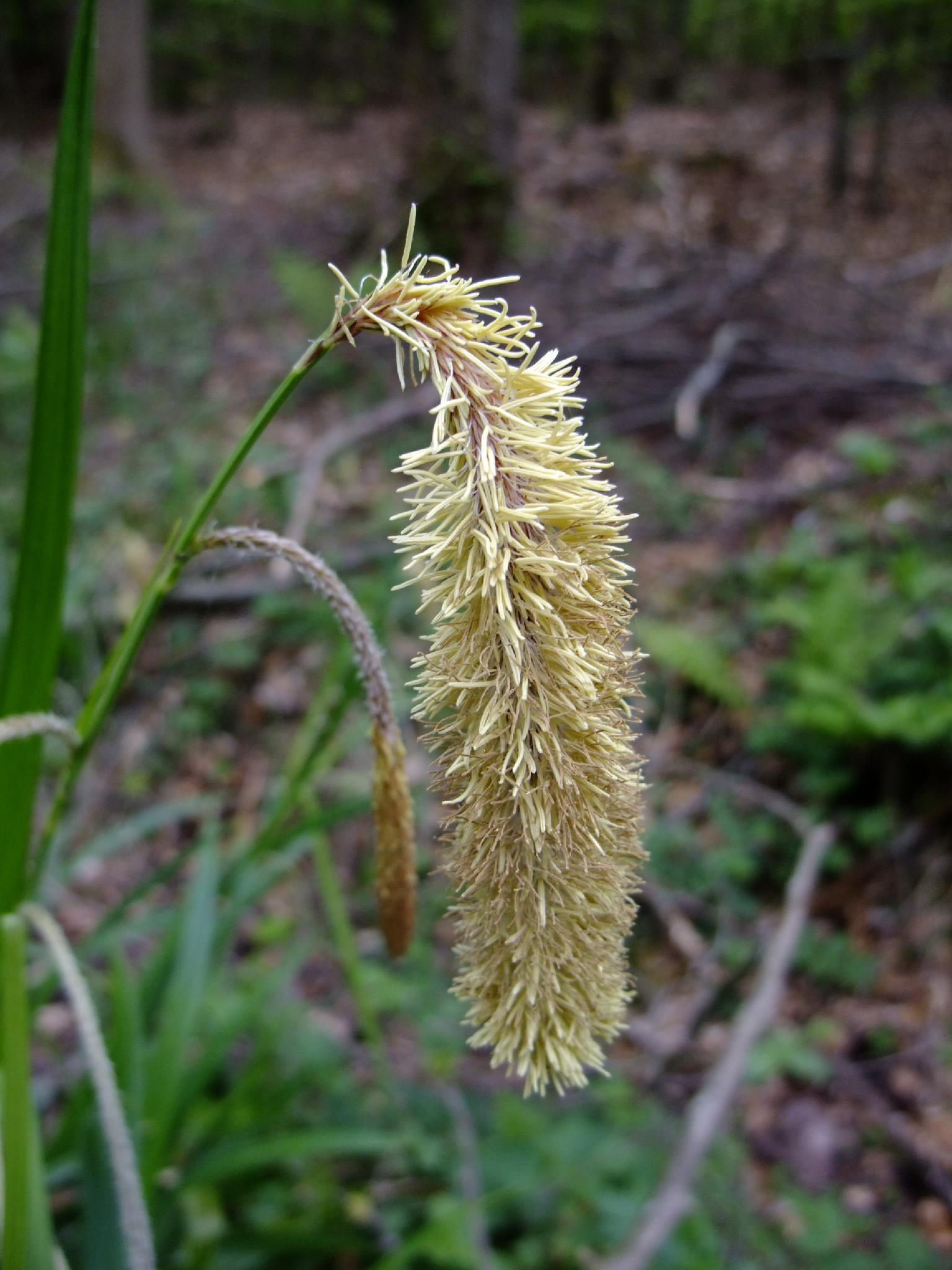
Mannelijke bloemen